# 加尔达梅斯
加尔达梅斯，是西班牙巴斯克自治区比斯开省的一个市镇。总面积45平方公里，总人口799人（2001年），人口密度18人/平方公里。